# Hipposideros griffini
Hipposideros griffini là một loài dơi trong họ Dơi nếp mũi. Loài này được các nhà khoa học Việt Nam và quốc tế vừa phát hiện ở vườn quốc gia Cát Bà và vườn quốc gia Chư Mom Ray Việt Nam. Danh pháp hai phần được đặt theo tên của cố giáo sư Donald Redfield Griffin - người phát hiện và kiến tạo lĩnh vực nghiên cứu siêu âm của dơi trên thế giới. Tần số siêu âm của loài dơi này khoảng 76,6-79,2 kHz, khác xa so với tần số siêu âm của loài dơi nếp mũi quạ (thuộc khoảng 64,7-71,4 kHz). 